# Grande Prêmio da França de 1982
Resultados do Grande Prêmio da França de Fórmula 1 realizado em Paul Ricard em 25 de julho de 1982. Décima primeira etapa do campeonato, foi vencido por René Arnoux, que subiu ao pódio junto a Alain Prost numa dobradinha da Renault, com Didier Pironi em terceiro Ferrari.

## Resumo

### A força dos turbos
Logo na sexta-feira os motores turbo impuseram sua força ante a concorrência com Alain Prost, Didier Pironi e René Arnoux ponteado o grid com o campeão mundial, Nelson Piquet, vindo a seguir. No dia seguinte os pilotos da Renault forçaram o ritmo e ocuparam a primeira fila com Arnoux adiante de Prost enquanto a Ferrari de Didier Pironi caiu para o terceiro lugar. Nas posições seguintes estavam a Brabham de Riccardo Patrese, o também ferrarista Patrick Tambay e Nelson Piquet, resultado comprobatório da força dos turbocompressores, sendo que a temperatura acentuou esse poderio: em Paul Ricard o asfalto marcou 45°C na sexta-feira e apenas 39°C no sábado.
Quem não veio a Paul Ricard foi o britânico Nigel Mansell, vítima de uma lesão mal-curada em seu pulso. Embora tenha participado da etapa britânica na semana anterior, Mansell ainda sentia os efeitos do acidente sofrido no Canadá, razão pela qual a Lotus convocou Geoff Lees para substituí-lo.

### René Arnoux diz "não" e vence
No momento da largada tanto René Arnoux quanto Alain Prost mantiveram as posições, mas nas duas voltas seguintes o dueto da Renault foi ultrapassado por Riccardo Patrese, o qual liderou a corrida até a quebra de seu motor a sétima passagem, sendo este o mesmo destino de Nelson Piquet, líder por dezesseis voltas, frustrando a tática da Brabham em fazer um pit stop e retornar à pista em condições de vencer a prova. No intervalo entre uma quebra e outra um acidente trouxe apreensão: na abertura da décima primeira volta a March de Jochen Mass colidiu com a Arrows do italiano Mauro Baldi na curva Signes após completarem a reta Mistral e nisso o bólido do alemão foi lançado contra o alambrado e as barreiras de proteção transfixando-os. Como resultado a March atingiu parte do público causando ferimentos em doze pessoas, algumas das quais sofreram queimaduras de segundo grau, felizmente sem maiores consequências. Dias mais tarde Jochen Mass encerrou a carreira.
Sustos à parte, a corrida tornou-se um assunto doméstico a partir do abandono de Piquet, pois nas duas primeiras posições estavam Arnoux e Prost nos bólidos da Renault escoltados por carros da Ferrari pilotados por Pironi e Tambay. Tal era a previsibilidade quanto a nacionalidade do vencedor que a modorra só foi quebrada graças à rebeldia de Arnoux que desobedeceu as ordens de sua equipe e não cedeu o primeiro lugar a Alain Prost e venceu a corrida. Ao descerem de seus carros os mais novos "inimigos de equipe" exibiam semblantes diferentes, pois a satisfação do vencedor foi crispada por uma frase de Prost: "Estou decepcionado. Infinitamente desgostoso". Nem parecia que a Renault conquistou a primeira dobradinha de sua história. O degrau restante no pódio coube a Didier Pironi e este chegou adiante de Patrick Tambay, seu companheiro na Ferrari. Keke Rosberg e Michele Alboreto completaram a zona de pontuação a bordo de Williams e Tyrrell, respectivamente. Aliás, a ordem de chegada dos seis primeiros manteve-se inalterada desde a vigésima quarta volta.
Mediante os resultados desta etapa o escore de Didier Pironi como líder do campeonato chegou a 39 pontos ante 30 de John Watson e no mundial de construtores a McLaren somava 54 pontos contra 52 da Ferrari.

## Classificação da prova

### Treinos oficiais
| Pos.    | Nº | Piloto             | Construtor      | Q1       | Q2       | Dif.    |
| ------- | -- | ------------------ | --------------- | -------- | -------- | ------- |
| 1       | 16 | René Arnoux        | Renault         | 1:36.548 | 1:34.406 | —       |
| 2       | 15 | Alain Prost        | Renault         | 1:35.802 | 1:34.688 | + 0.282 |
| 3       | 28 | Didier Pironi      | Ferrari         | 1:36.477 | 1:35.790 | + 1.384 |
| 4       | 2  | Riccardo Patrese   | Brabham-BMW     | 1:38.541 | 1:35.811 | + 1.405 |
| 5       | 27 | Patrick Tambay     | Ferrari         | 1:38.745 | 1:35.905 | + 1.499 |
| 6       | 1  | Nelson Piquet      | Brabham-BMW     | 1:37.162 | 1:36.359 | + 1.953 |
| 7       | 22 | Andrea de Cesaris  | Alfa Romeo      | 1:38.996 | 1:37.573 | + 3.167 |
| 8       | 23 | Bruno Giacomelli   | Alfa Romeo      | 1:38.997 | 1:37.705 | + 3.299 |
| 9       | 8  | Niki Lauda         | McLaren-Ford    | 1:37.778 | 1:38.034 | + 3.372 |
| 10      | 6  | Keke Rosberg       | Williams-Ford   | 1:37.780 | 1:38.865 | + 3.374 |
| 11      | 5  | Derek Daly         | Williams-Ford   | 1:38.767 | 1:39.641 | + 4.361 |
| 12      | 7  | John Watson        | McLaren-Ford    | 1:38.944 | 1:39.150 | + 4.538 |
| 13      | 11 | Elio de Angelis    | Lotus-Ford      | 1:40.569 | 1:39.118 | + 4.712 |
| 14      | 35 | Derek Warwick      | Toleman-Hart    | 1:41.266 | 1:39.306 | + 4.900 |
| 15      | 3  | Michele Alboreto   | Tyrrell-Ford    | 1:39.823 | 1:39.330 | + 4.924 |
| 16      | 26 | Jacques Laffite    | Ligier-Matra    | 1:40.326 | 1:39.605 | + 5.199 |
| 17      | 31 | Jean-Pierre Jarier | Osella-Ford     | 1:40.370 | 1:39.909 | + 5.503 |
| 18      | 9  | Manfred Winkelhock | ATS-Ford        | 1:39.917 | 1:39.942 | + 5.511 |
| 19      | 25 | Eddie Cheever      | Ligier-Matra    | 1:41.518 | 1:40.187 | + 5.781 |
| 20      | 29 | Marc Surer         | Arrows-Ford     | 1:42.603 | 1:40.335 | + 5.929 |
| 21      | 36 | Teo Fabi           | Toleman-Hart    | s/ tempo | 1:40.421 | + 6.015 |
| 22      | 10 | Eliseo Salazar     | ATS-Ford        | 1:42.822 | 1:40.673 | + 6.267 |
| 23      | 4  | Brian Henton       | Tyrrell-Ford    | 1:41.109 | 1:40.852 | + 6.446 |
| 24      | 12 | Geoff Lees         | Lotus-Ford      | 1:45.647 | 1:40.974 | + 6.568 |
| 25      | 30 | Mauro Baldi        | Arrows-Ford     | 1:42.162 | 1:40.997 | + 6.591 |
| 26      | 17 | Jochen Mass        | March-Ford      | 1:41.973 | 1:41.579 | + 7.173 |
| 27      | 33 | Jan Lammers        | Theodore-Ford   | 1:41.924 | 1:41.714 | + 7.308 |
| 28      | 14 | Roberto Guerrero   | Ensign-Ford     | 1:42.270 | 1:42.532 | + 7.864 |
| 29      | 20 | Chico Serra        | Fittipaldi-Ford | 1:43.562 | 1:42.414 | + 8.008 |
| 30      | 18 | Raul Boesel        | March-Ford      | 1:43.515 | 1:43.099 | + 8.693 |
| Fontes: |    |                    |                 |          |          |         |

### Corrida
| Pos.    | Nº | Piloto             | Construtor      | Voltas | Tempo/Diferença        | Grid | Pontos |
| ------- | -- | ------------------ | --------------- | ------ | ---------------------- | ---- | ------ |
| 1       | 16 | René Arnoux        | Renault         | 54     | 1:33:33.217            | 1    | 9      |
| 2       | 15 | Alain Prost        | Renault         | 54     | + 17.308               | 2    | 6      |
| 3       | 28 | Didier Pironi      | Ferrari         | 54     | + 42.128               | 3    | 4      |
| 4       | 27 | Patrick Tambay     | Ferrari         | 54     | + 1:16.241             | 5    | 3      |
| 5       | 6  | Keke Rosberg       | Williams-Ford   | 54     | + 1:30.994             | 10   | 2      |
| 6       | 3  | Michele Alboreto   | Tyrrell-Ford    | 54     | + 1:32.339             | 15   | 1      |
| 7       | 5  | Derek Daly         | Williams-Ford   | 53     | + 1 volta              | 11   |        |
| 8       | 8  | Niki Lauda         | McLaren-Ford    | 53     | + 1 volta              | 9    |        |
| 9       | 23 | Bruno Giacomelli   | Alfa Romeo      | 53     | + 1 volta              | 8    |        |
| 10      | 4  | Brian Henton       | Tyrrell-Ford    | 53     | + 1 volta              | 23   |        |
| 11      | 9  | Manfred Winkelhock | ATS-Ford        | 52     | + 2 voltas             | 18   |        |
| 12      | 12 | Geoff Lees         | Lotus-Ford      | 52     | + 2 voltas             | 24   |        |
| 13      | 29 | Marc Surer         | Arrows-Ford     | 52     | + 2 voltas             | 20   |        |
| 14      | 26 | Jacques Laffite    | Ligier-Matra    | 51     | + 3 voltas             | 16   |        |
| 15      | 35 | Derek Warwick      | Toleman-Hart    | 50     | + 4 voltas             | 14   |        |
| 16      | 25 | Eddie Cheever      | Ligier-Matra    | 49     | + 5 voltas             | 19   |        |
| Ret     | 22 | Andrea de Cesaris  | Alfa Romeo      | 25     | Spun Off               | 7    |        |
| Ret     | 1  | Nelson Piquet      | Brabham-BMW     | 23     | Motor                  | 6    |        |
| Ret     | 11 | Elio de Angelis    | Lotus-Ford      | 17     | Sistema de combustível | 13   |        |
| Ret     | 7  | John Watson        | McLaren-Ford    | 13     | Pane elétrica          | 12   |        |
| Ret     | 17 | Jochen Mass        | March-Ford      | 10     | Spun Off               | 26   |        |
| Ret     | 30 | Mauro Baldi        | Arrows-Ford     | 10     | Colisão                | 25   |        |
| Ret     | 2  | Riccardo Patrese   | Brabham-BMW     | 8      | Motor                  | 4    |        |
| Ret     | 10 | Eliseo Salazar     | ATS-Ford        | 2      | Spun Off               | 22   |        |
| Ret     | 31 | Jean-Pierre Jarier | Osella-Ford     | 0      | Semieixo               | 17   |        |
| Ret     | 36 | Teo Fabi           | Toleman-Hart    | 0      | Pane elétrica          | 21   |        |
| DNQ     | 33 | Jan Lammers        | Theodore-Ford   |        |                        |      |        |
| DNQ     | 14 | Roberto Guerrero   | Ensign-Ford     |        |                        |      |        |
| DNQ     | 20 | Chico Serra        | Fittipaldi-Ford |        |                        |      |        |
| DNQ     | 18 | Raul Boesel        | March-Ford      |        |                        |      |        |
| Fontes: |    |                    |                 |        |                        |      |        |

## Tabela do campeonato após a corrida
| Pos.    | Piloto        | Pontos |
| ------- | ------------- | ------ |
| 1       | Didier Pironi | 39     |
| 2       | John Watson   | 30     |
| 3       | Alain Prost   | 25     |
| 4       | Niki Lauda    | 24     |
| 5       | Keke Rosberg  | 23     |
| Fontes: |               |        |

| Pos.    | Equipe        | Pontos |
| ------- | ------------- | ------ |
| 1       | McLaren-Ford  | 54     |
| 2       | Ferrari       | 52     |
| 3       | Renault       | 38     |
| 4       | Williams-Ford | 36     |
| 5       | Lotus-Ford    | 20     |
| Fontes: |               |        |

- Nota: Somente as primeiras cinco posições estão listadas. Entre 1981 e 1990 cada piloto podia computar onze resultados válidos por temporada não havendo descartes no mundial de construtores.